# Leucate
Leucate is een gemeente in het Franse departement Aude (regio Occitanie) en telt 3392 inwoners (2004). De plaats maakt deel uit van het arrondissement Narbonne. Ten zuiden van de plaats is de lagune Étang de Leucate gelegen. Nabij Leucate staat de vuurtoren Phare du Cap Leucate.

## Naaktrecreatie
In Leucate zijn meerdere mogelijkheden om naakt te recreëren. Er is een 1500 meter lang naaktstrand en een achttal resorts waar vakantiehuisjes en appartementen kunnen worden gehuurd. Op alle locaties kan men vrij naakt rondlopen.

## Geografie
De oppervlakte van Leucate bedraagt 23,55 km².
De onderstaande kaart toont de ligging van Leucate met de belangrijkste infrastructuur en aangrenzende gemeenten.

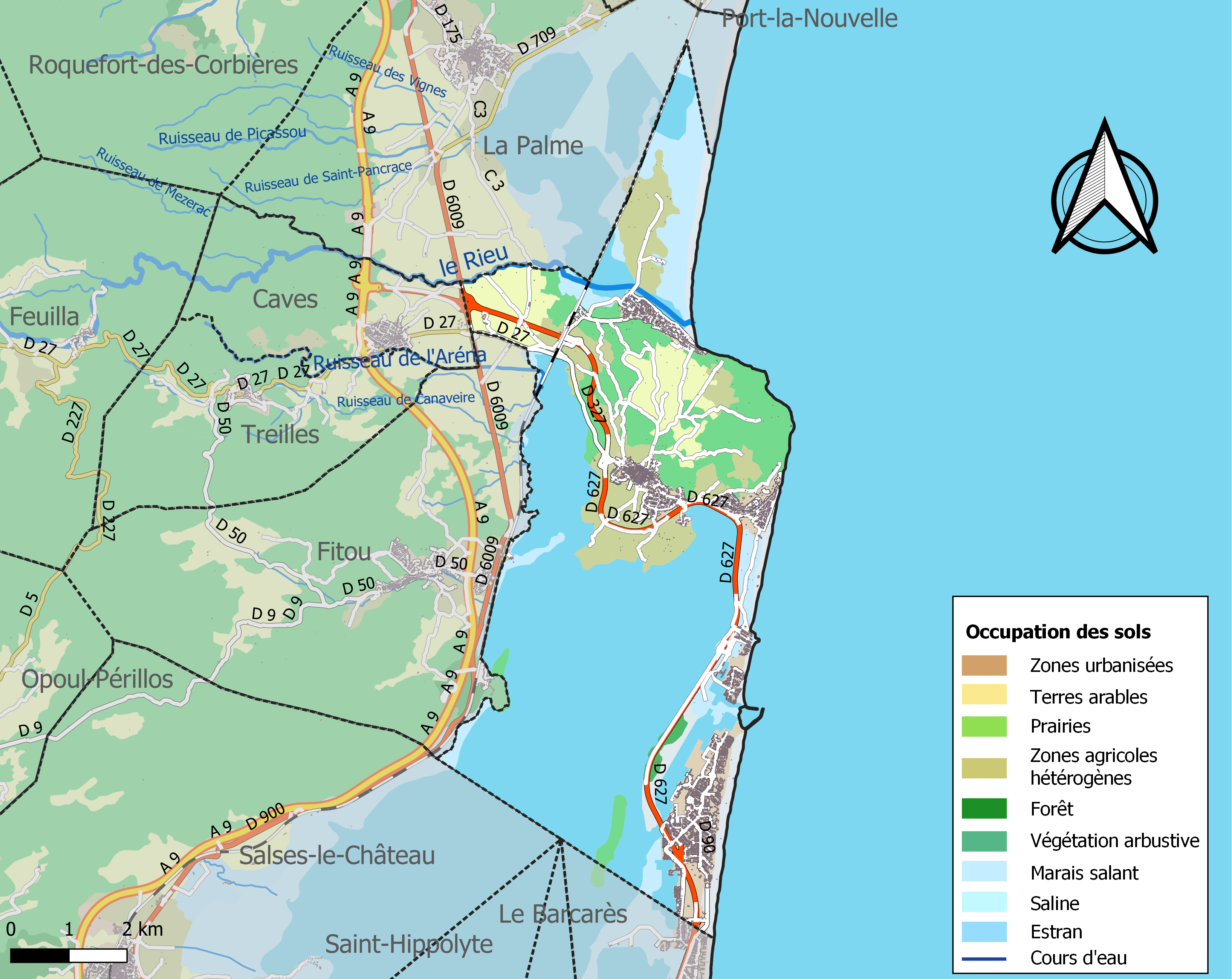

## Verkeer en vervoer
In de gemeente ligt spoorwegstation Leucate-La Franqui.

## Demografie
Onderstaande figuur toont het verloop van het inwonertal (bron: INSEE-tellingen).

Vanwege een beveiligingsprobleem met de MediaWiki Graph-software is het momenteel niet mogelijk deze grafiek weer te geven. Zodra de software is bijgewerkt zal de grafiek vanzelf weer zichtbaar worden.

## Afbeeldingen

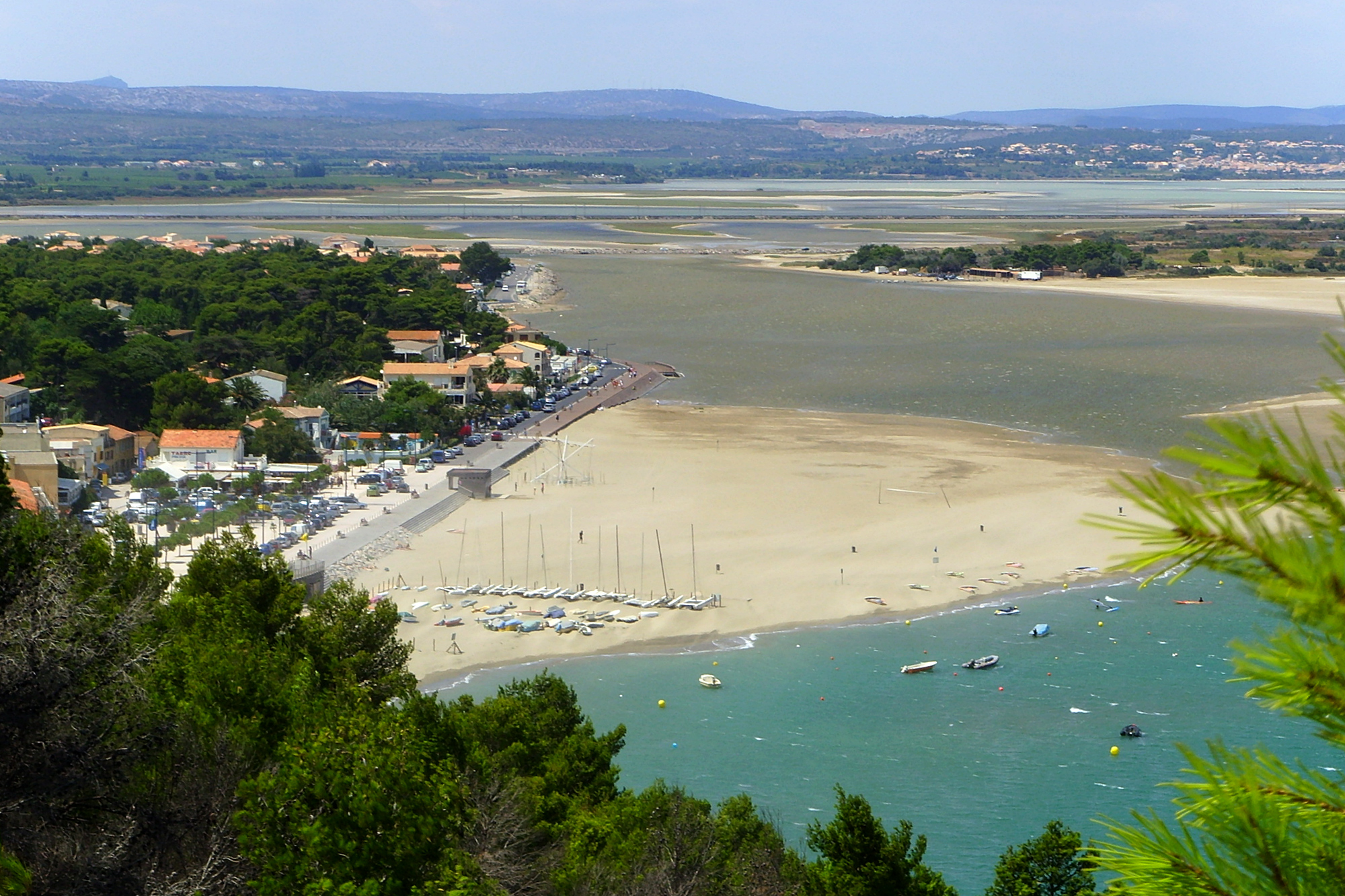
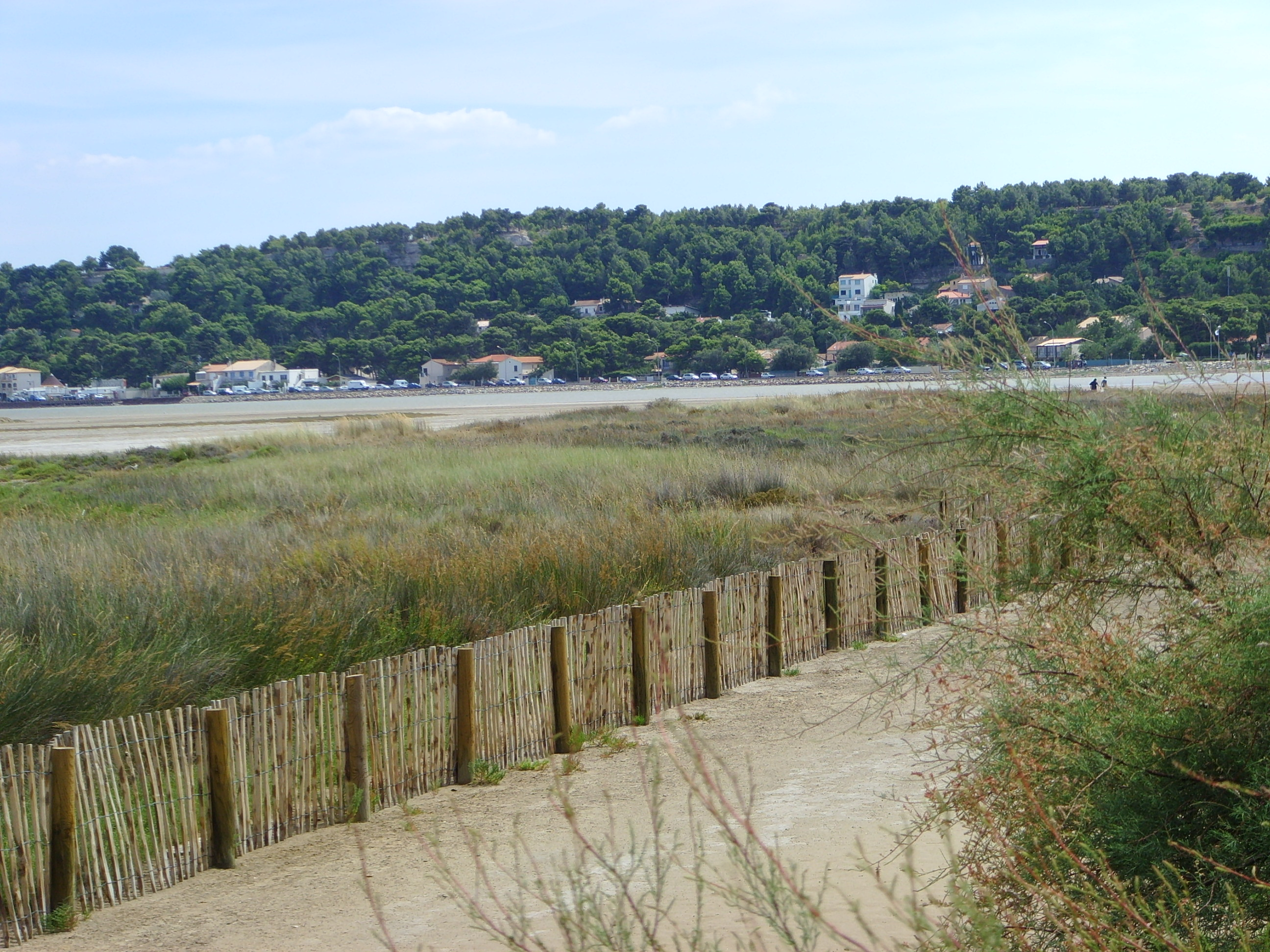
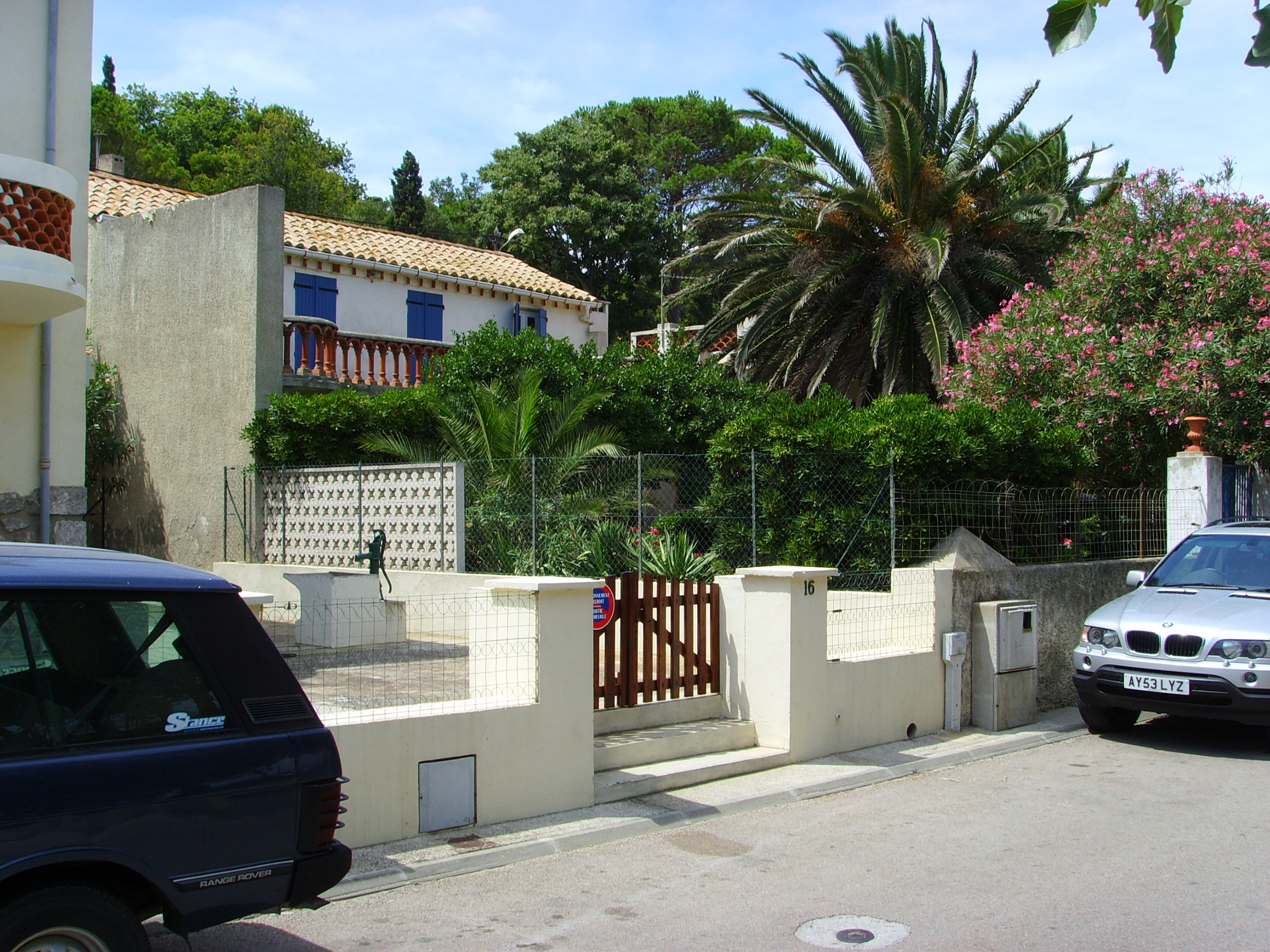
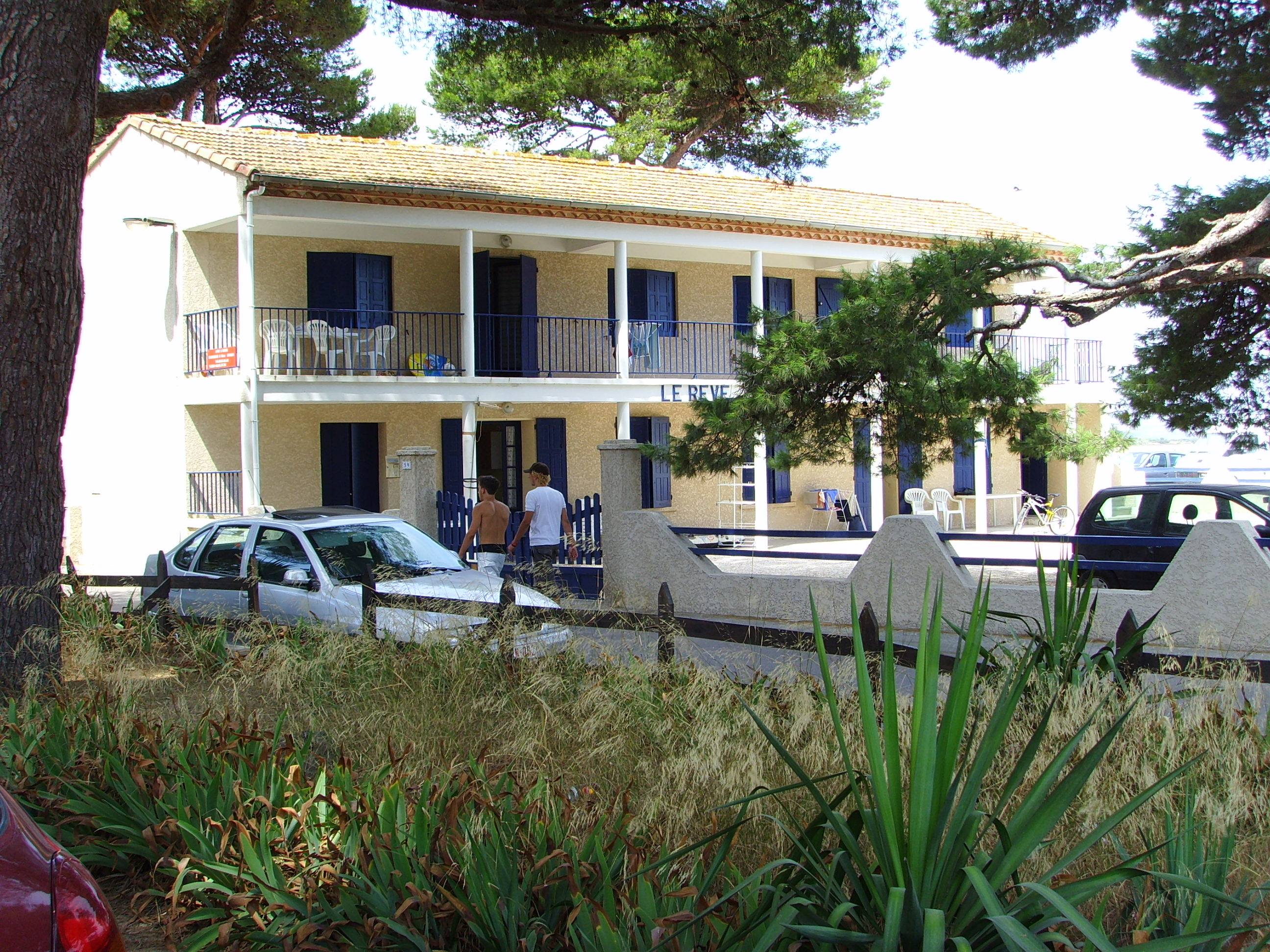

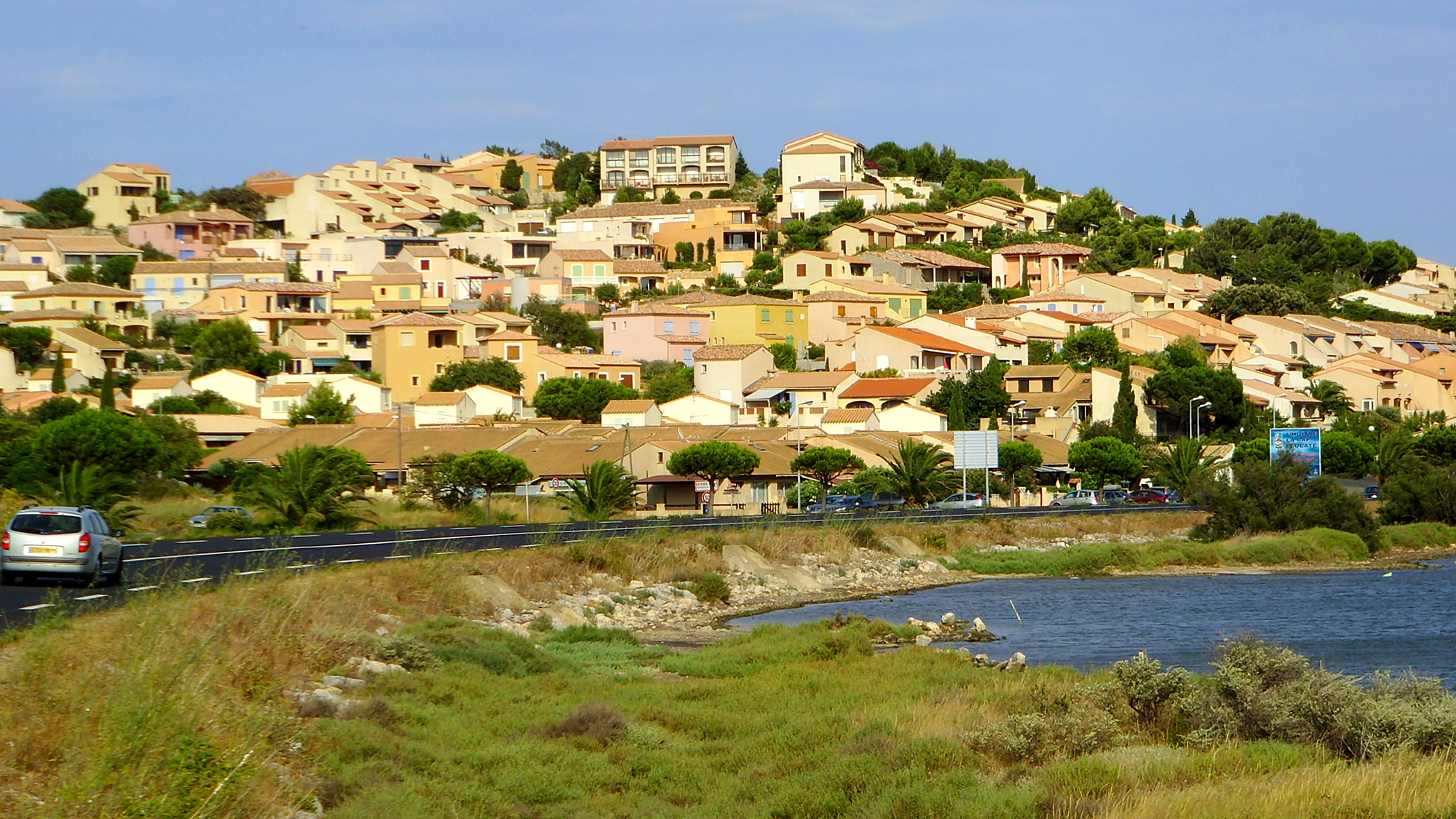
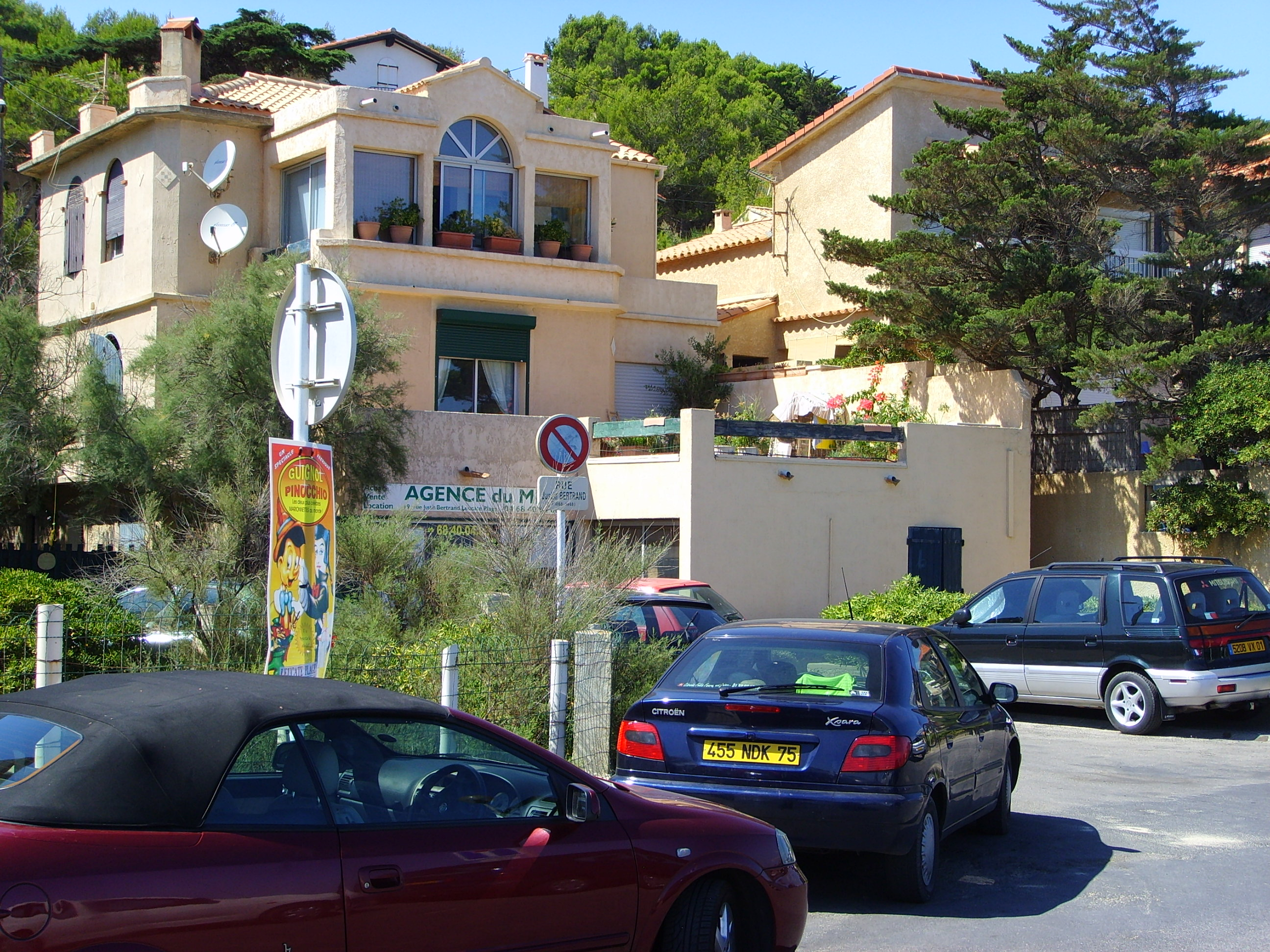
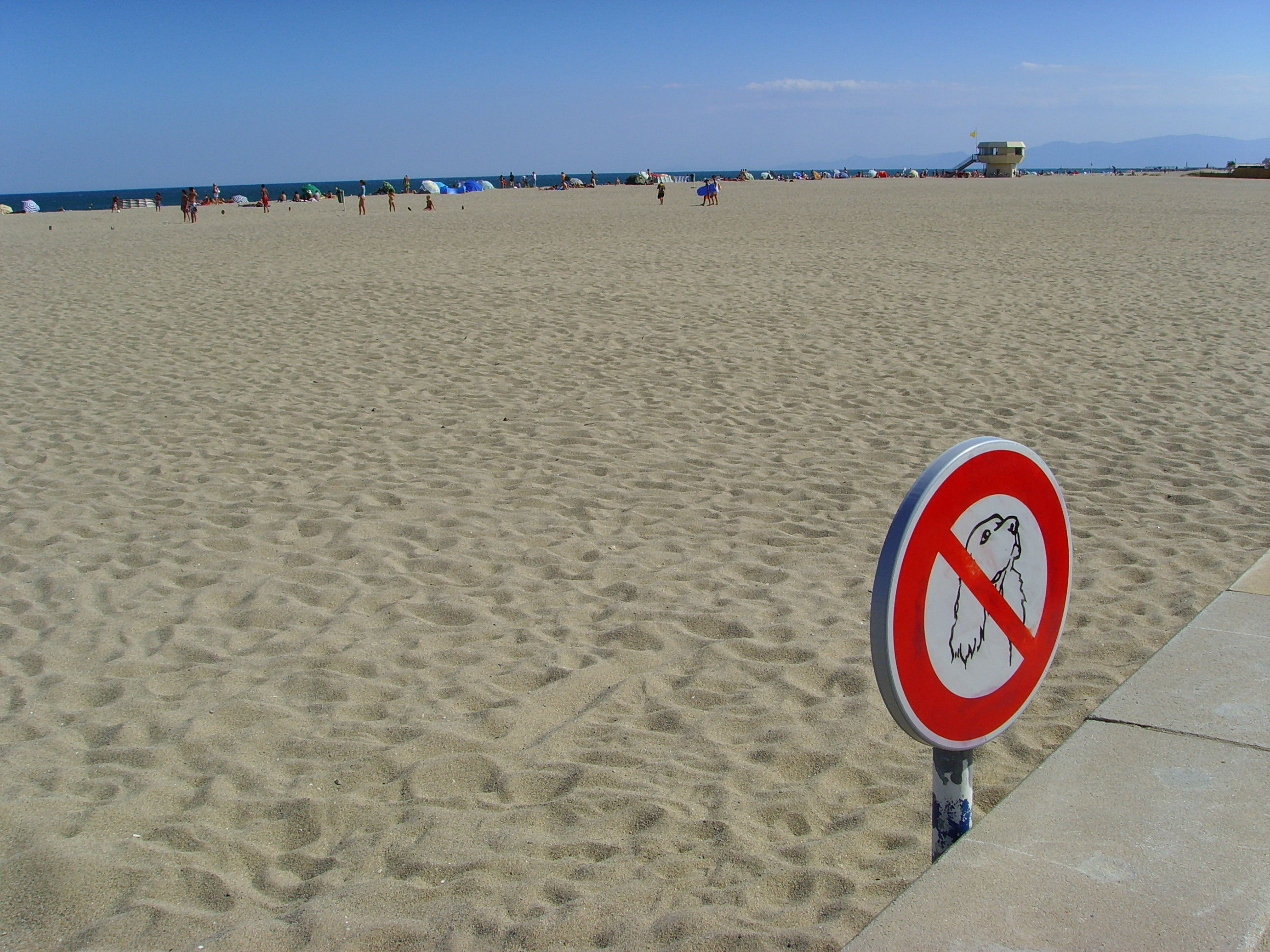
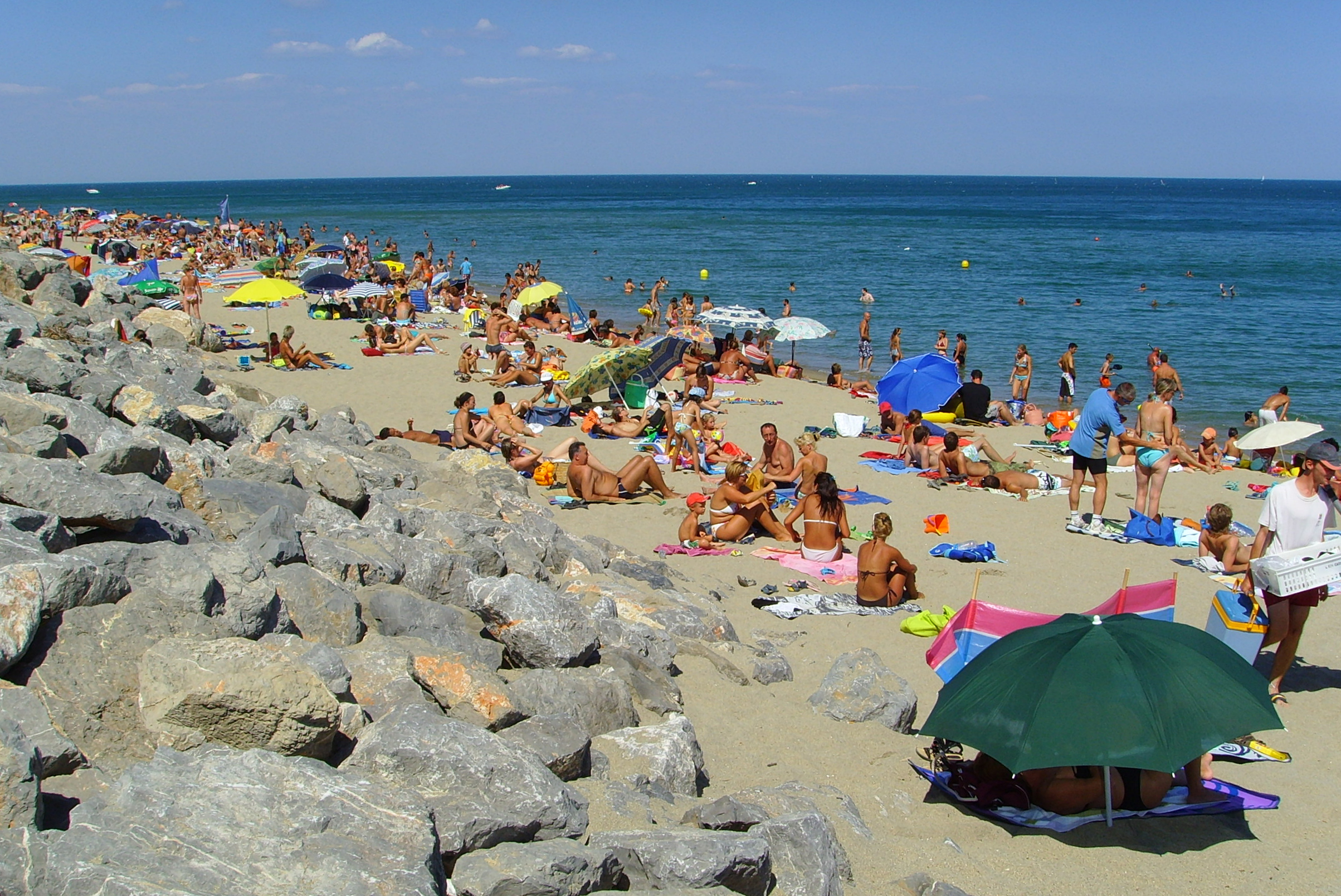

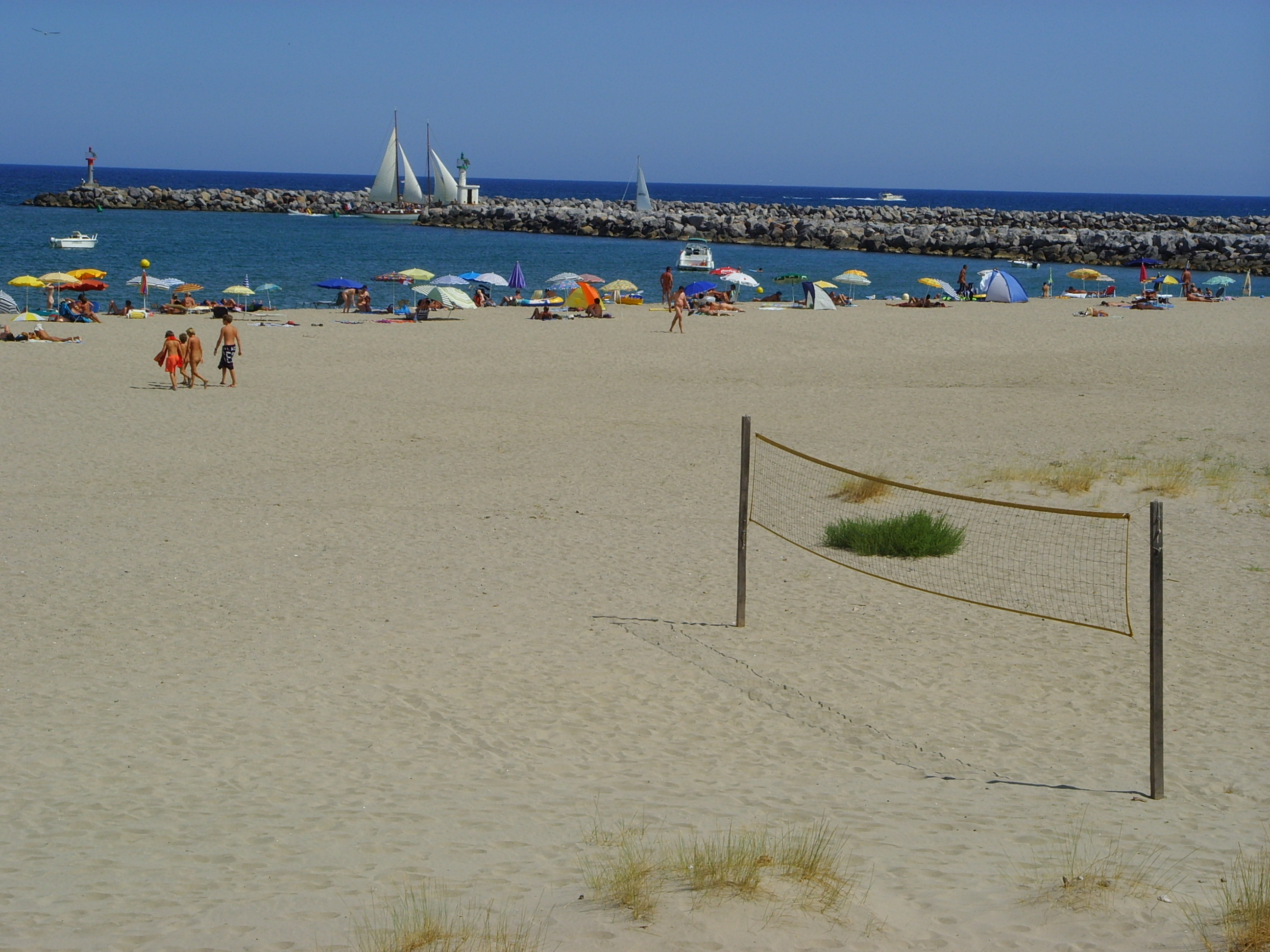
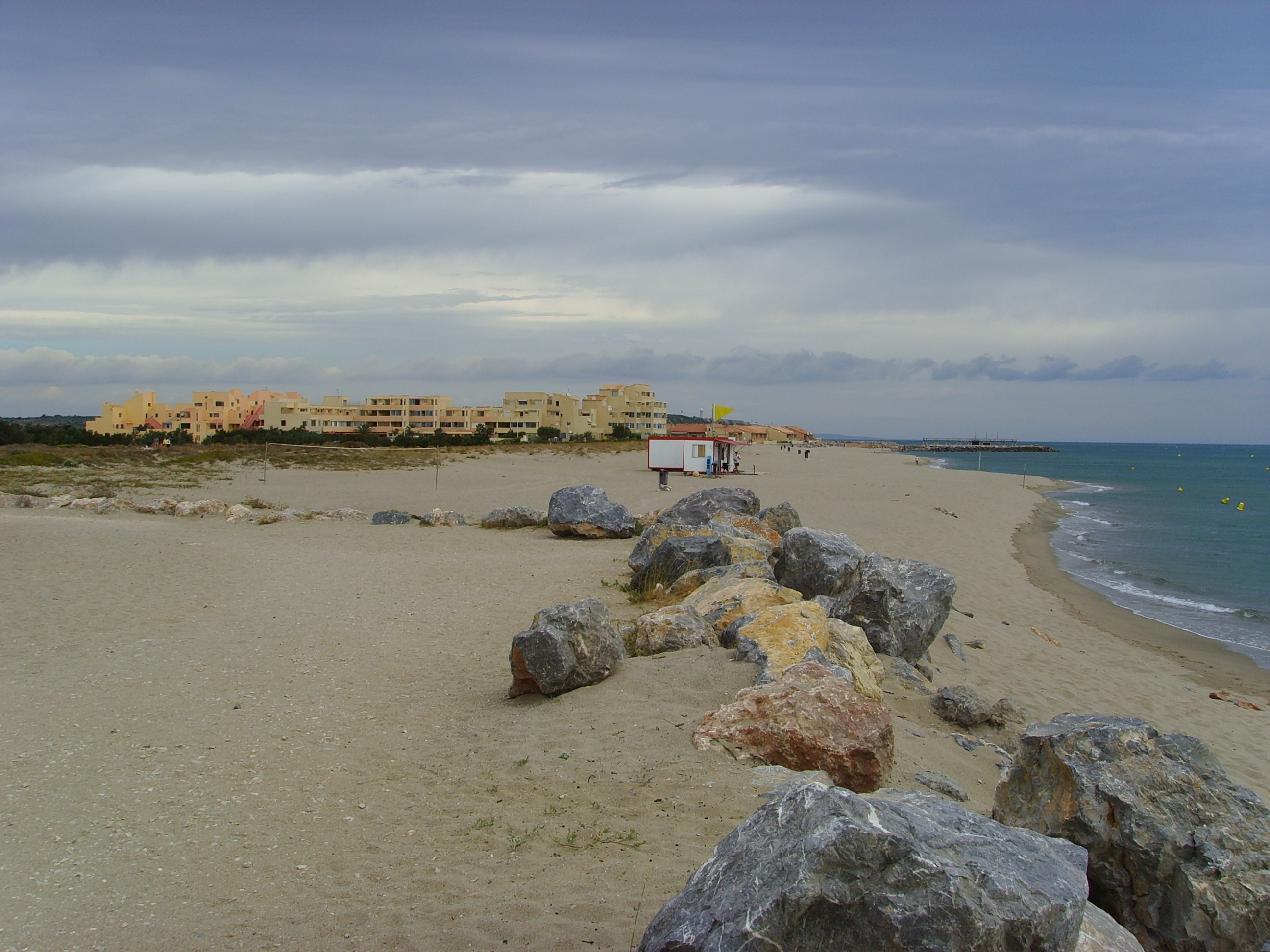
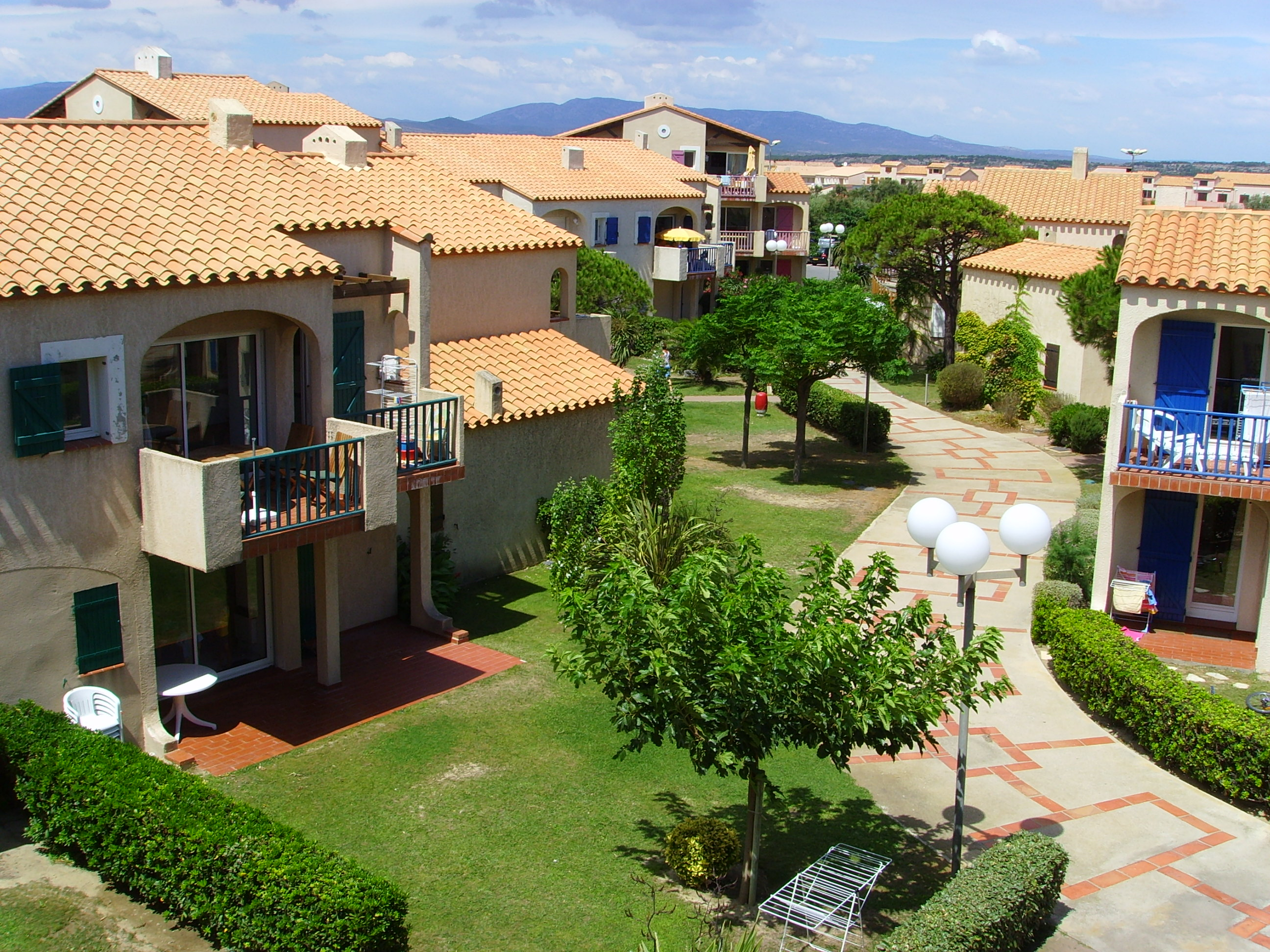
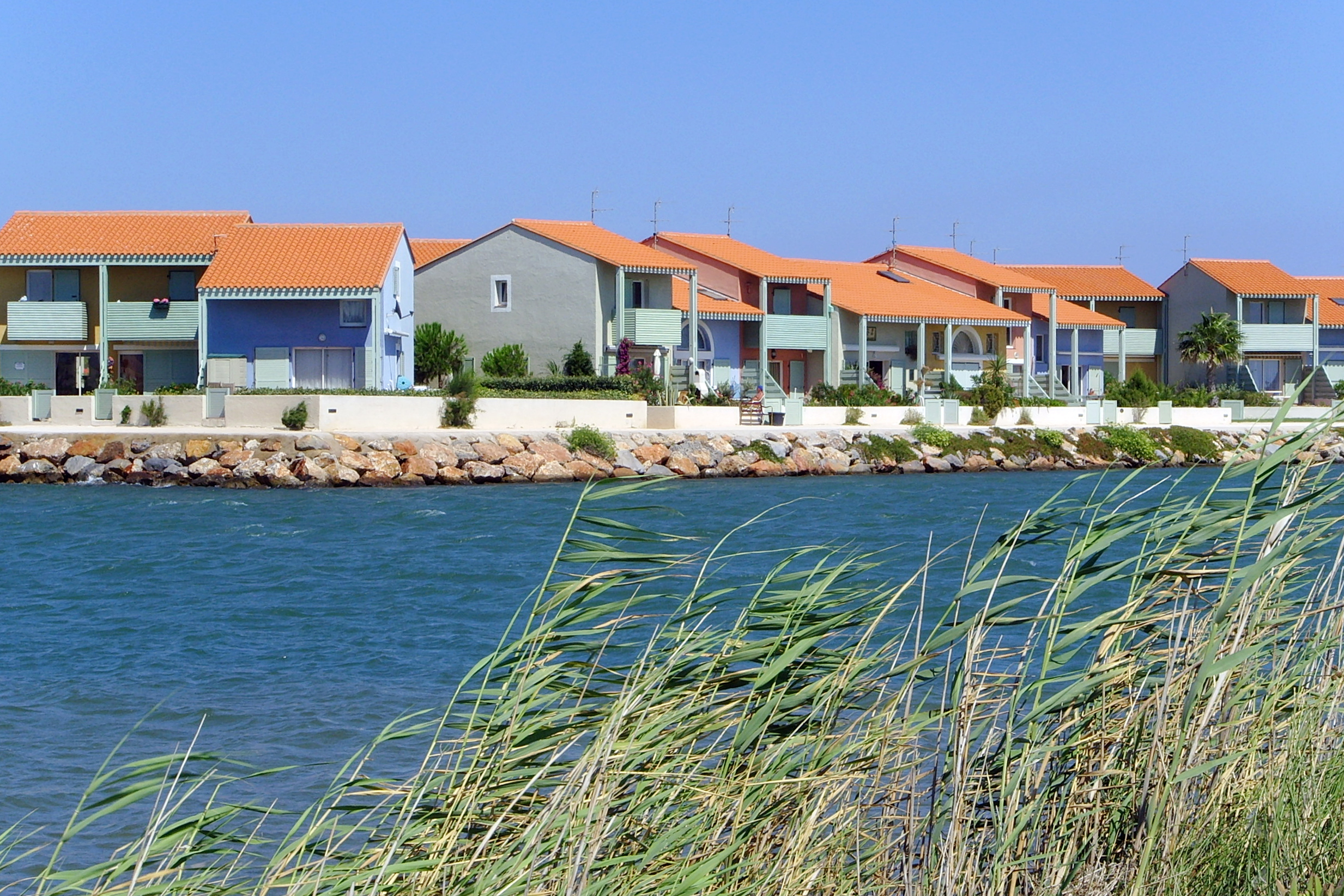

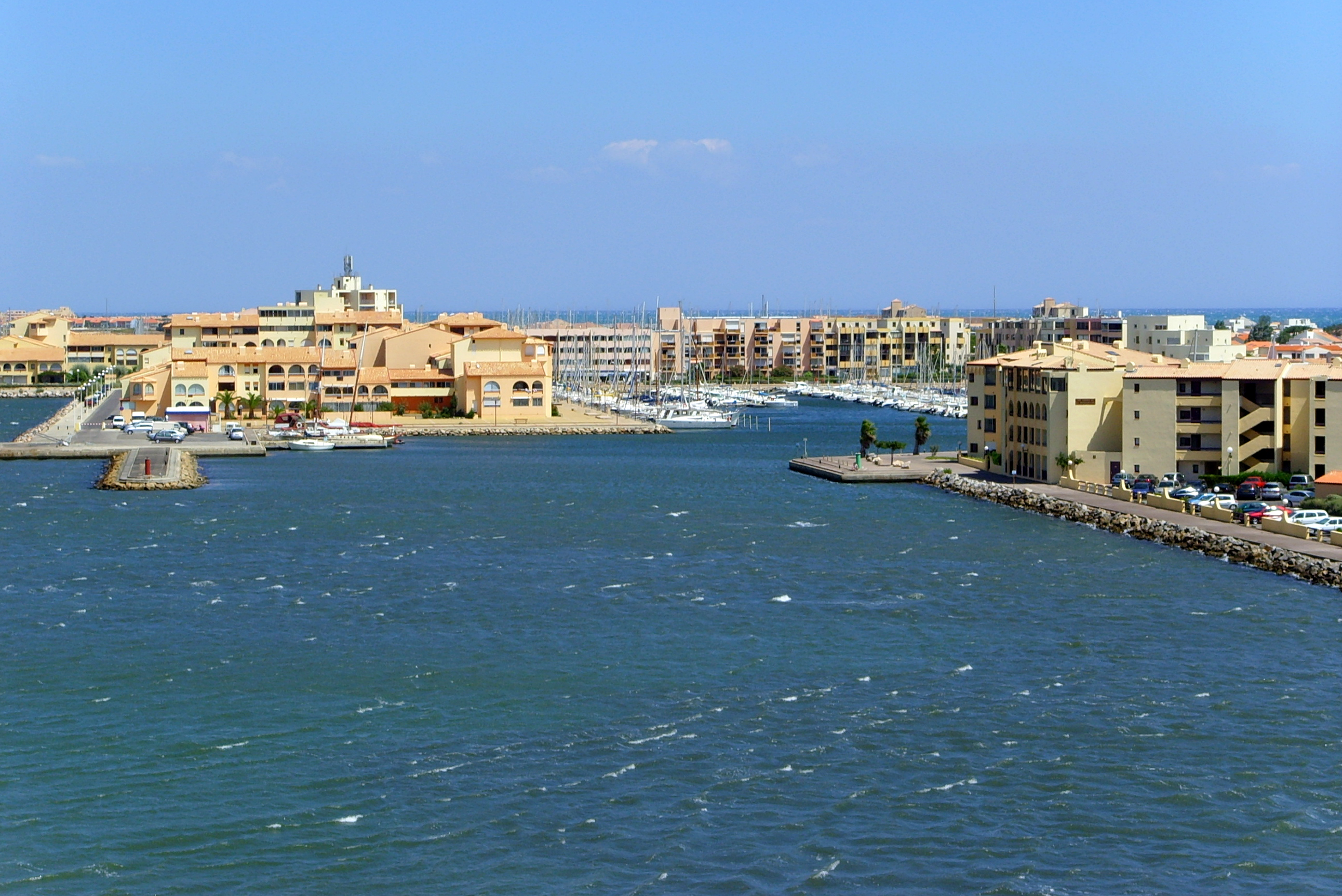
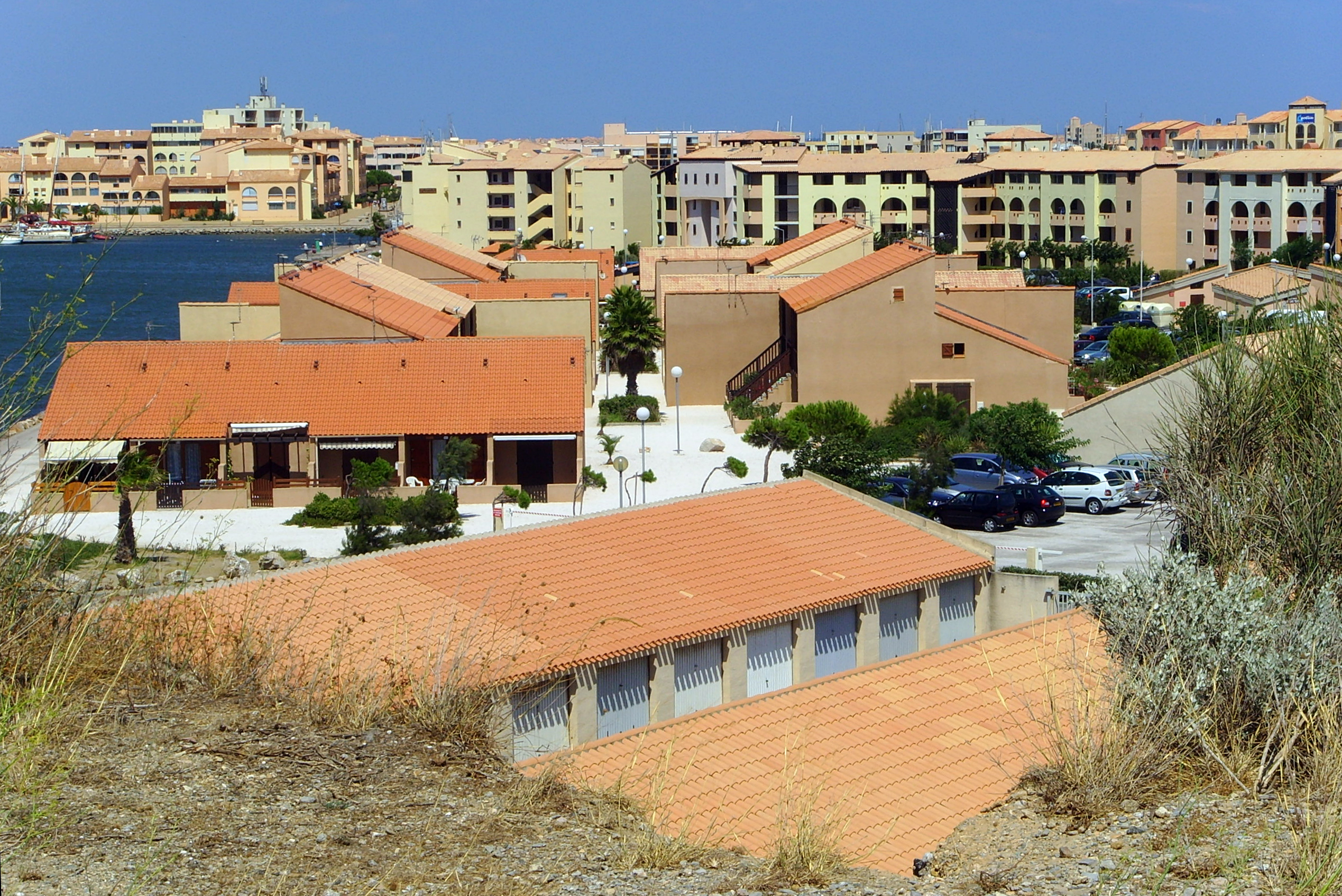
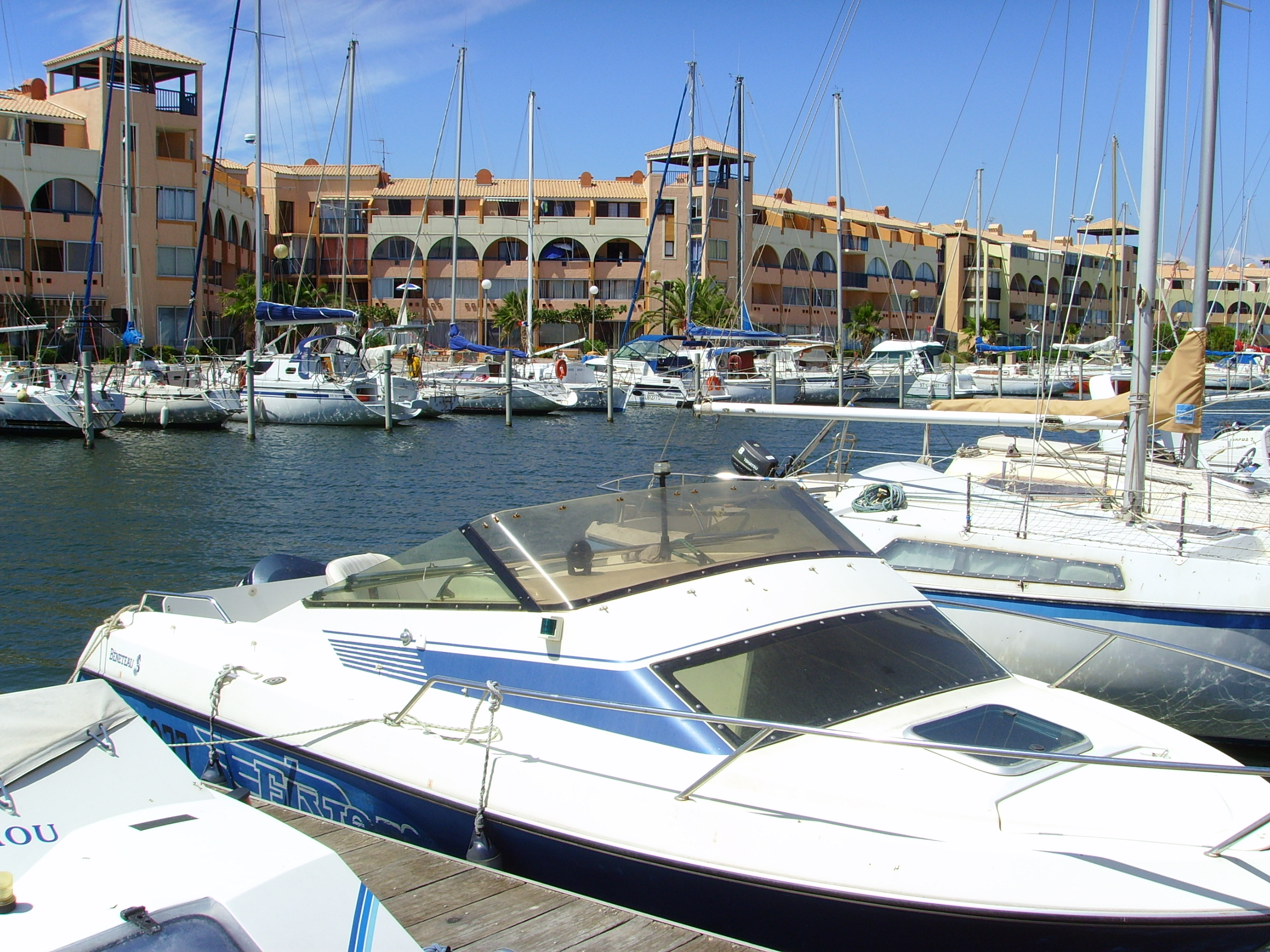
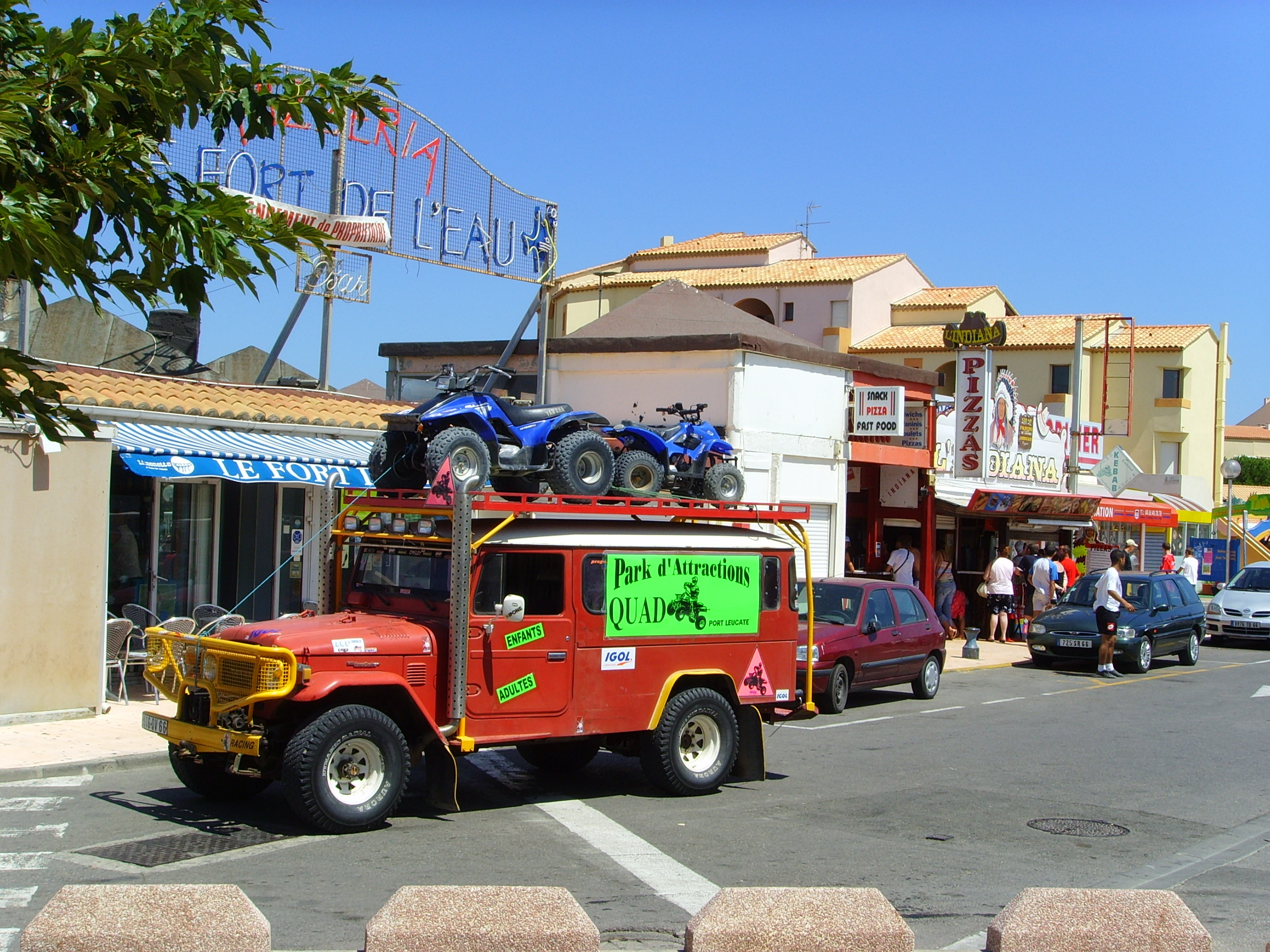

Van noord naar zuid:
La Franqui
Cap Leucate

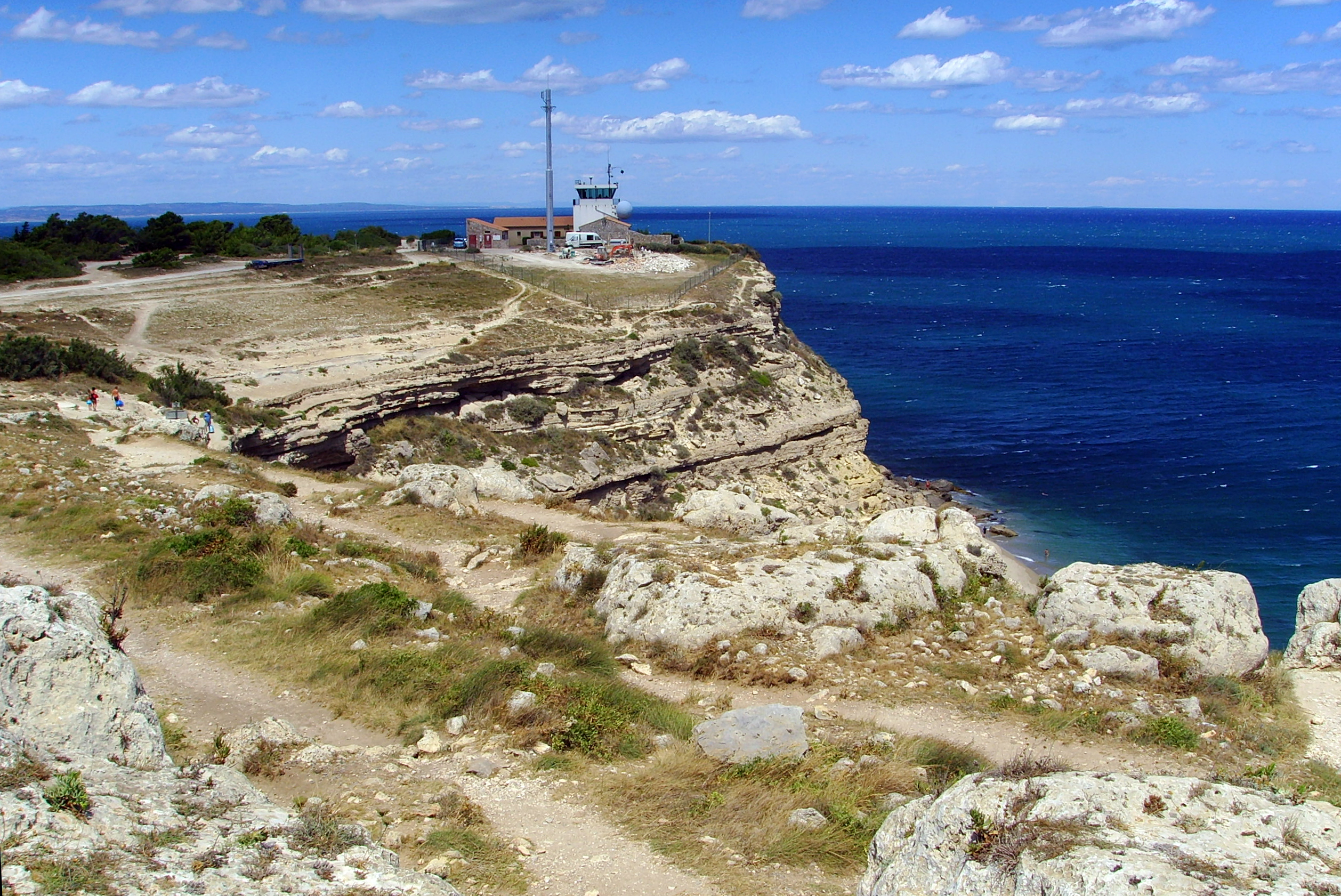
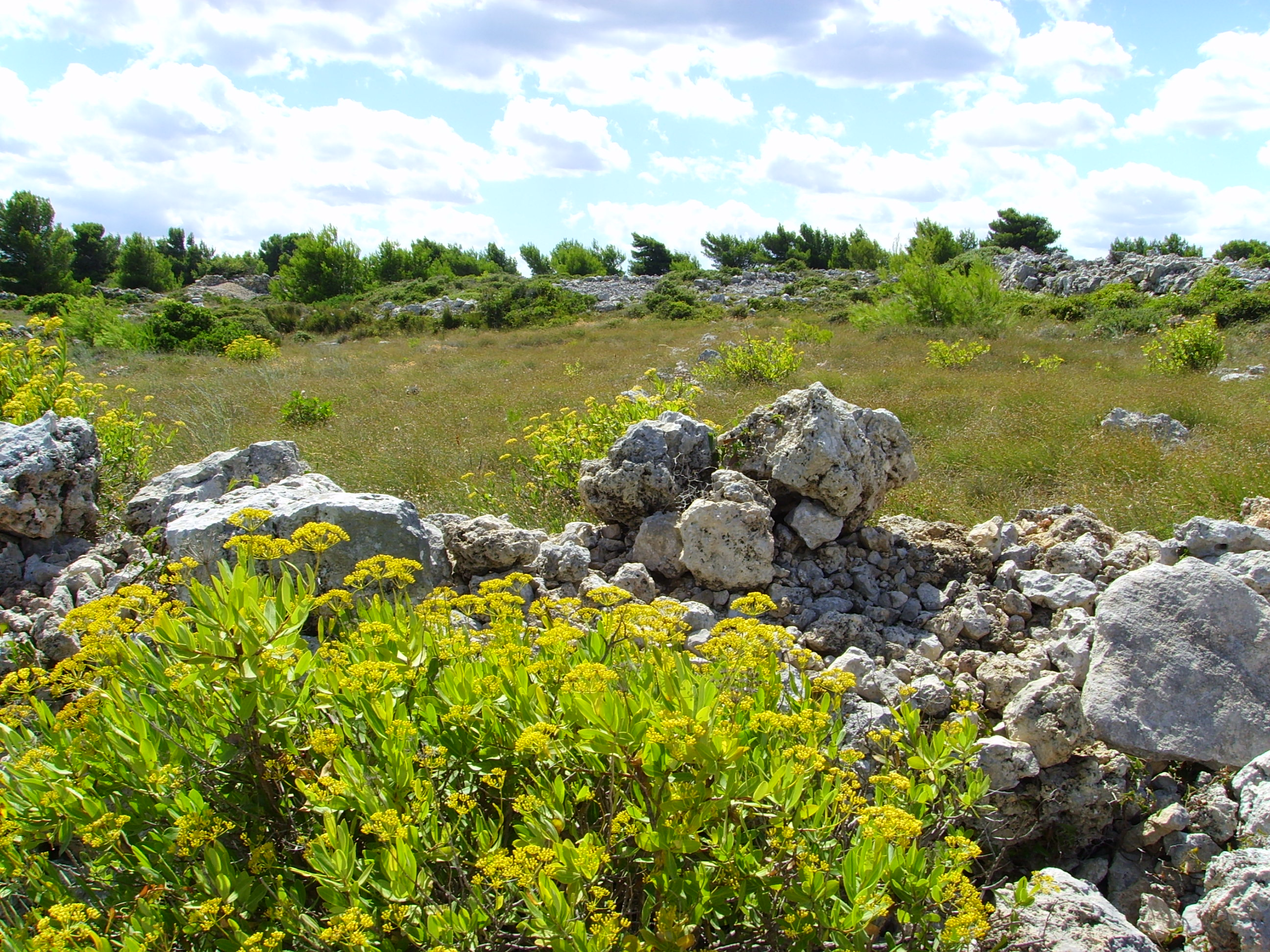
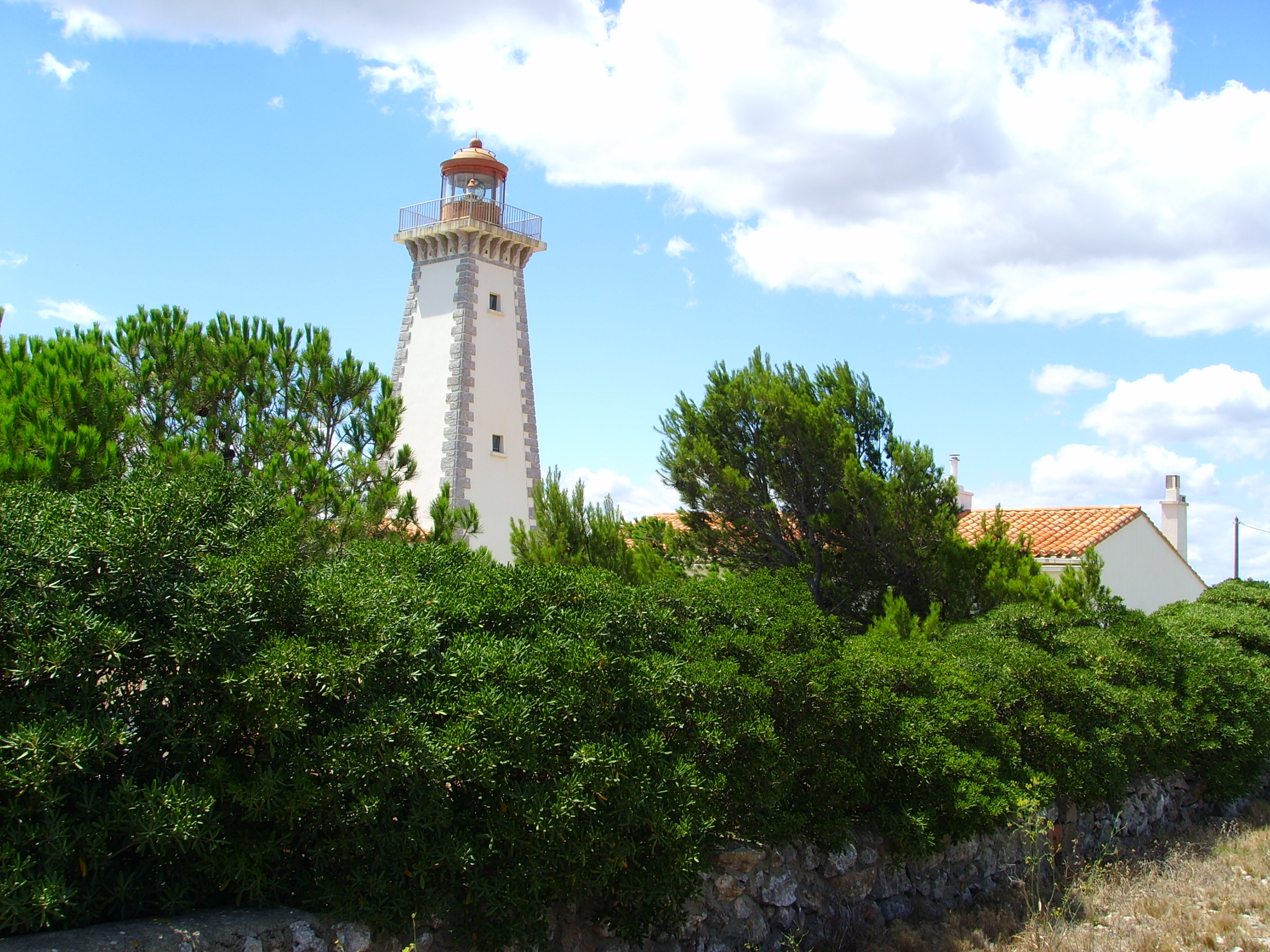
Vuurtoren
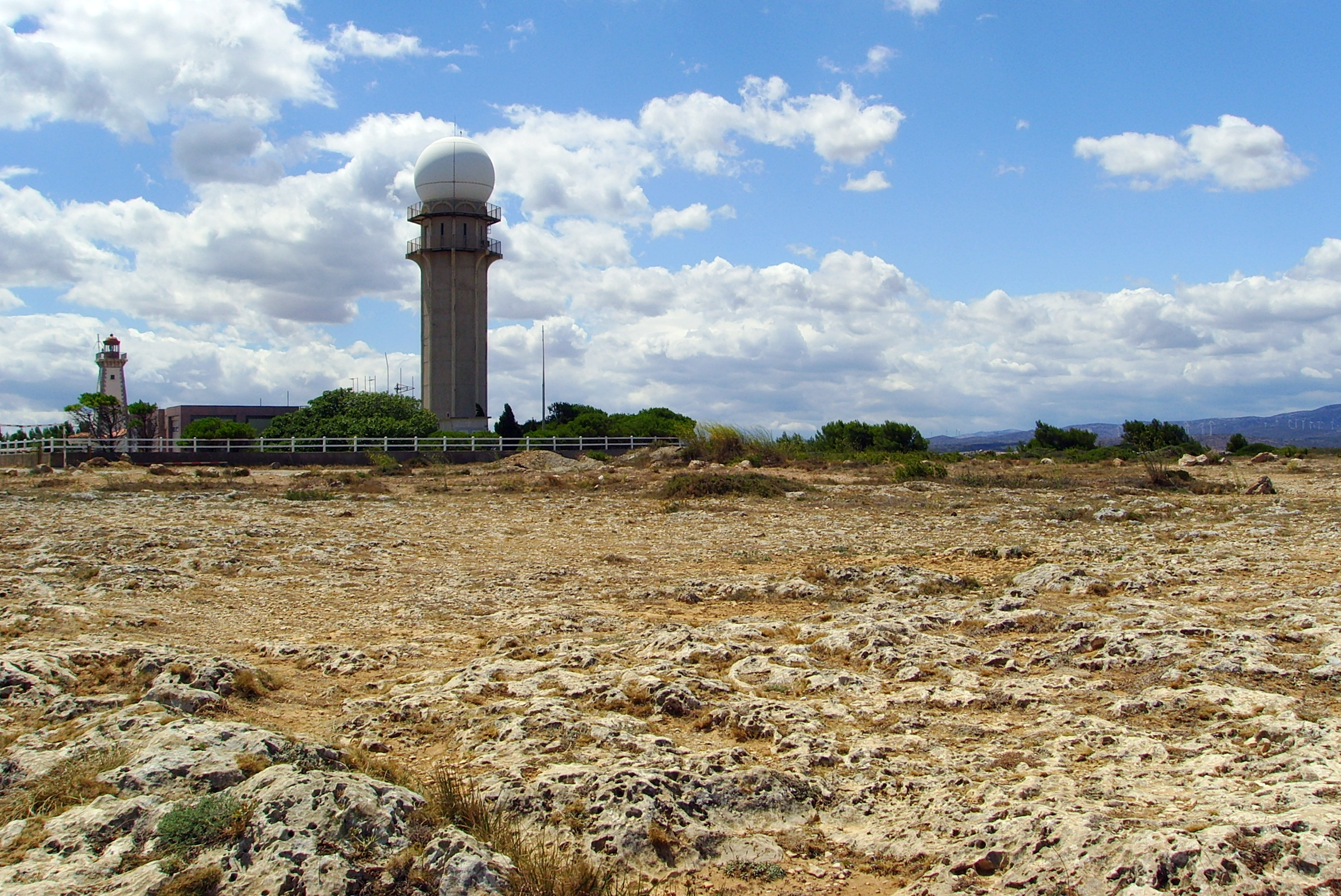

Leucate Village

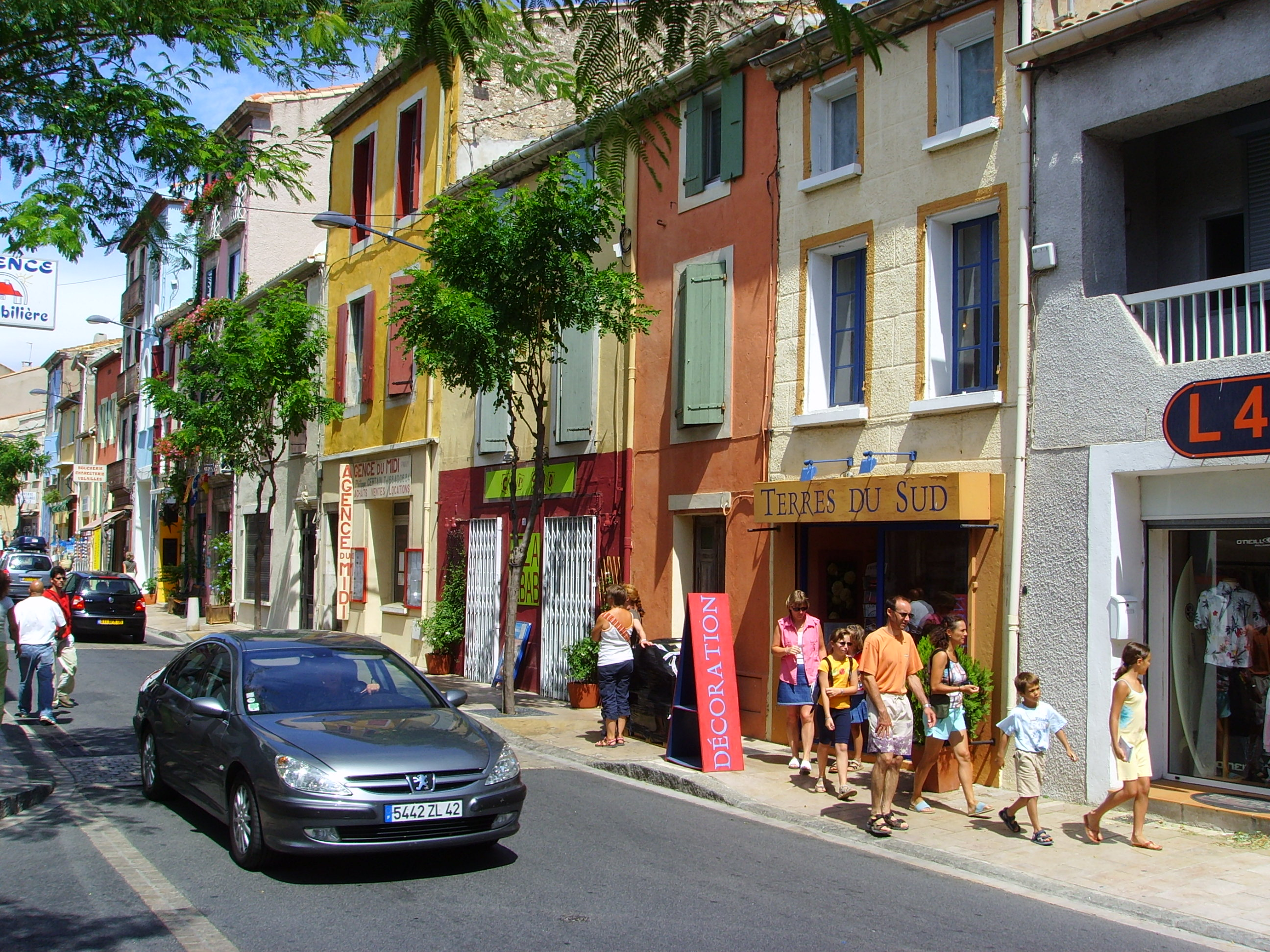
Hoofdstraat
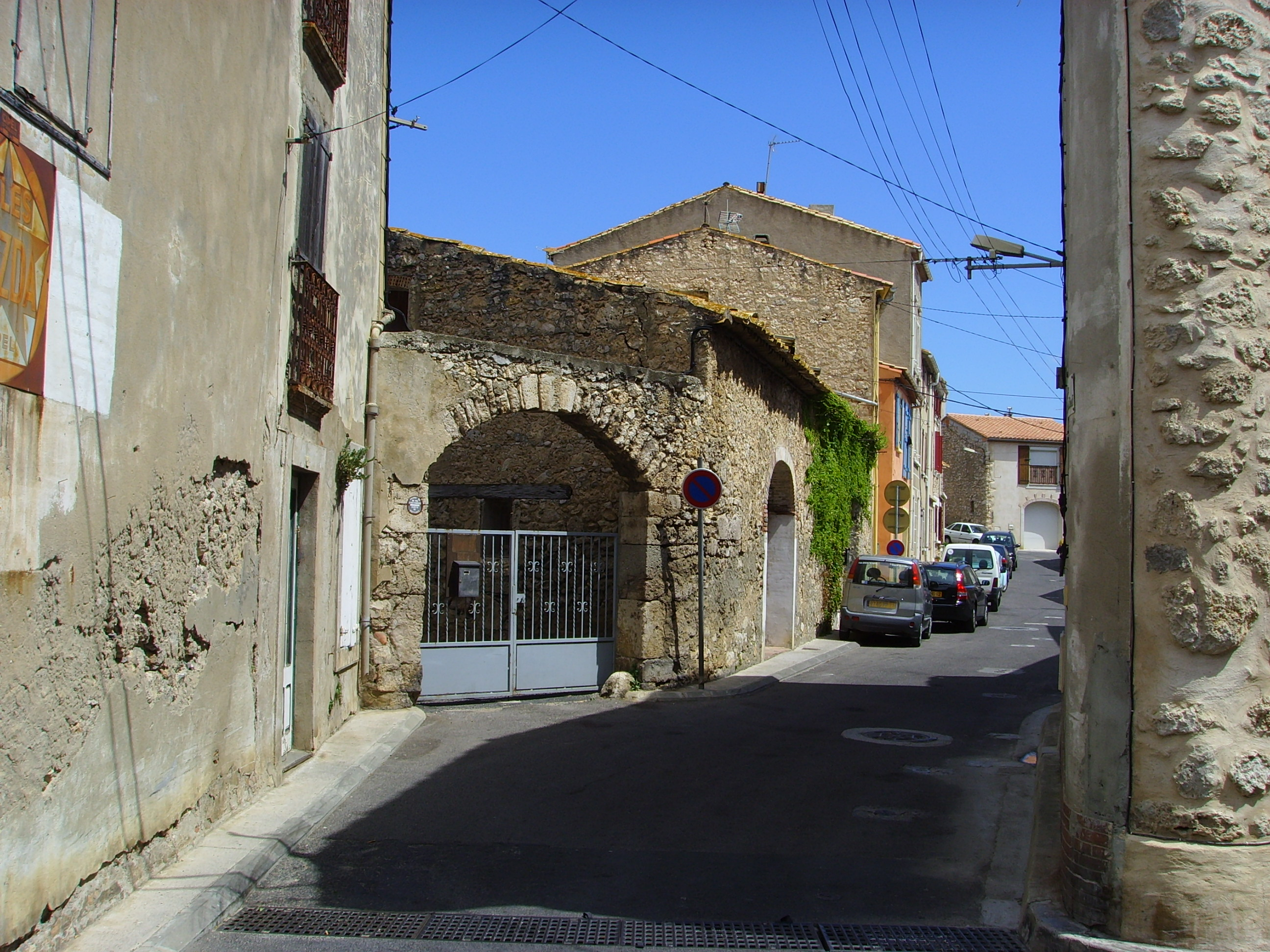
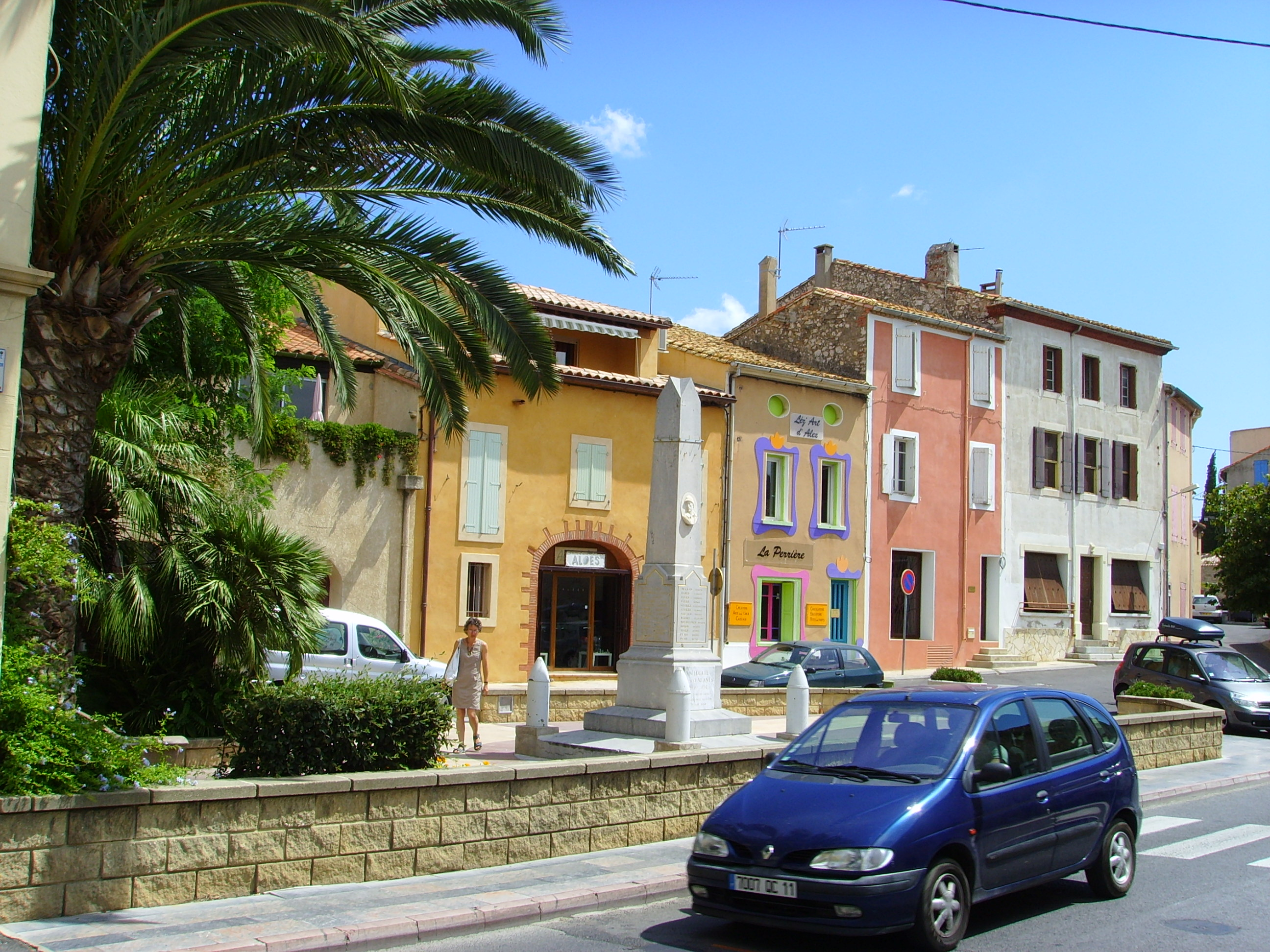
Monument voor oorlogsslachtoffers
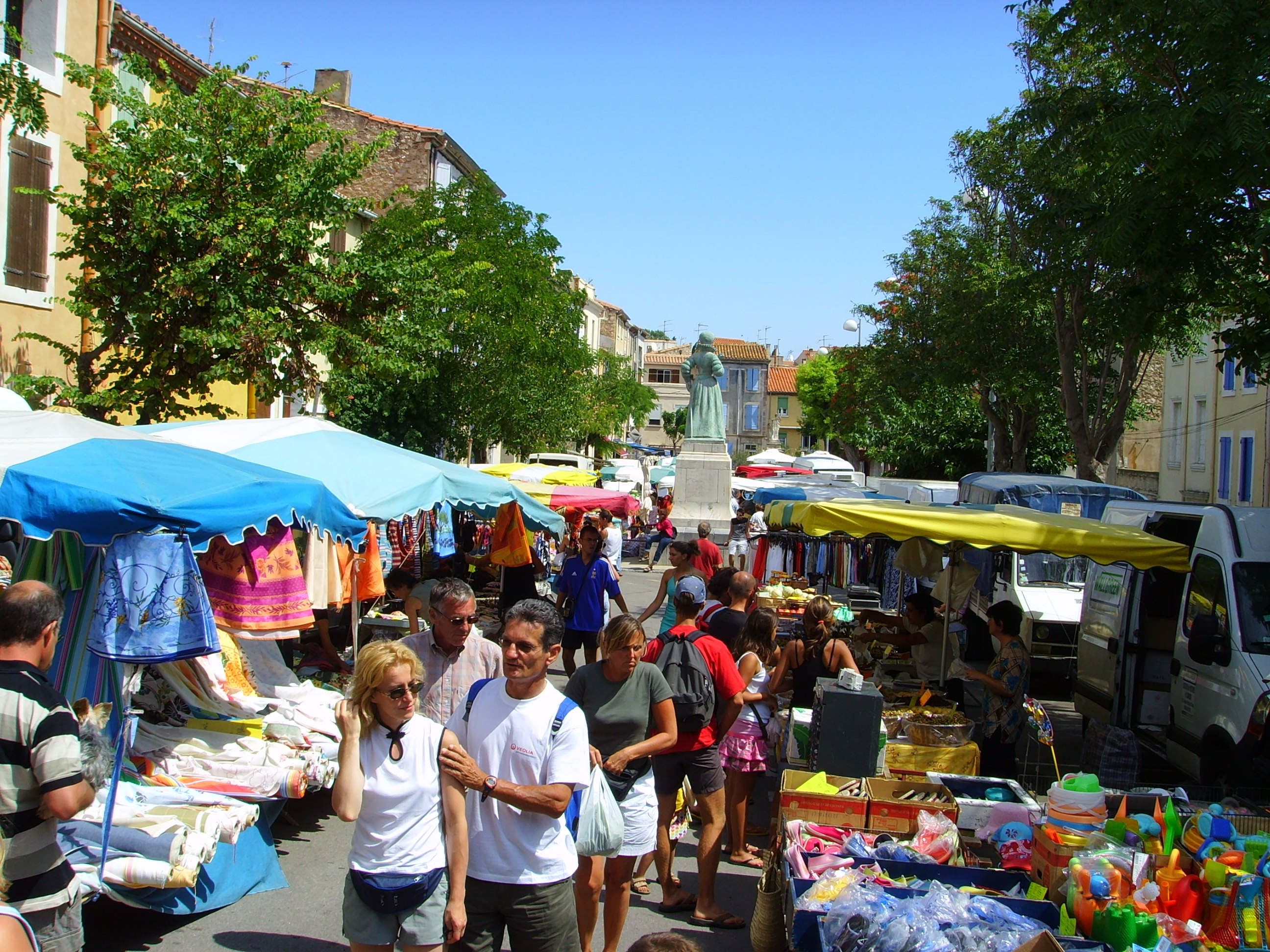
Weekmarkt

Leucate Plage
Villages naturistes
Port Leucate

## Geboren in Leucate
- Henry de Monfreid (1879-1974), schrijver en avonturier